# Konstantin Lakapenos

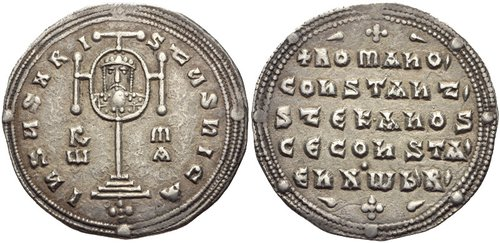
Miliaresion Romanos’ I. mit den Namen seiner Mitkaiser Konstantin VII., Stephanos Lakapenos und Konstantin Lakapenos auf dem Revers. Geprägt zwischen 931 und 944

Konstantin Lakapenos (auch Lekapenos, mittelgriechisch Κωνσταντῖνος Λακαπηνός; * Ende 921/Anfang 922 in Konstantinopel; † zwischen 946 und Juli 948 auf Samothrake) war von 923/24 bis 945 byzantinischer Mitkaiser.

## Leben
Konstantin war der jüngste Sohn des Kaisers Romanos I. Lakapenos (920–944) und dessen zweiter Frau Theodora, die am 20. Februar 922 – möglicherweise im Wochenbett – starb. Er hatte einen älteren und einen jüngeren Halbbruder, den Mitkaiser Christophoros und den späteren Parakoimomenos Basileios, sowie zwei ältere Brüder, den späteren Patriarchen Theophylaktos und den Mitkaiser Stephanos. Seine ältere Schwester Helena Lakapene war seit 919 mit Konstantin VII. verheiratet, der im folgenden Jahr von seinem Schwiegervater als Hauptkaiser (Basileus) verdrängt wurde. Konstantin Lakapenos war zweimal verheiratet, mit Helene und Theophanu; ein Sohn aus erster Ehe hieß Romanos.
Am 25. Dezember 923 (oder 924) wurde Konstantin noch als Kleinkind zusammen mit seinem Bruder Stephanos zum Mitkaiser (Symbasileus) gekrönt. Er nahm in der Hierarchie des Kaiserkollegiums hinter Romanos I., Konstantin VII., Christophoros und Stephanos den fünften und letzten Rang ein; der gleichzeitig oder kurz danach ebenfalls zum Mitkaiser  erhobene Sohn des Christophoros, Romanos, starb vor April 927 noch als Kleinkind. Konstantin nahm an den Feierlichkeiten teil, die im Sommer 944 anlässlich der Überführung des Mandylions von Edessa nach Konstantinopel veranstaltet wurden. 
Im Winter 944 stiftete Konstantins Bruder Stephanos eine Revolte gegen ihren Vater Romanos an, der am 20. Dezember 944 entthront, auf die Insel Proti gebracht und zum Mönch geschoren wurde. Danach konnte sich allerdings Konstantin VII. als Hauptkaiser durchsetzen, der seine beiden Schwäger am 27. Januar 945 als Mitkaiser absetzte und auf die Prinzeninseln verbannte, wo sie gleichfalls ins Klerikergewand gesteckt wurden. Konstantin wurde später nach Tenedos und zuletzt nach Samothrake gebracht. Dort versuchte er eine Verschwörung anzuzetteln, wurde aber von einem Wächter erschlagen. Angeblich wurde sein abgeschlagener Kopf an den Kaiser geschickt.